# Framåt! Så ljuder vårt fältrop idag
Framåt! Så ljuder vårt fältrop idag är en sång med text från 1889 av August Storm till en engelsk melodi. 1889 användes samma melodi som till Herre, i blodet som utgjutet är

## Publicerad i
- Nya Stridssånger 1889 som nr 65
- Frälsningsarméns sångbok 1929 som nr 379 under rubriken "Strid och verksamhet - Maning till kamp".
- Musik till Frälsningsarméns sångbok 1930 som nr 379.
- Frälsningsarméns sångbok 1968 som nr 446 under rubriken "Strid Och Verksamhet - Kamp och seger".
- Frälsningsarméns sångbok 1990 som nr 612 under rubriken "Strid och kallelse till tjänst".
- Sångboken 1998 som nr 28.

## Övrigt
- Sången har även använts som filmmusik till Körkarlen (1958).